# Wanżułów
Wanżułów (ukr. Ванжулів) – wieś na Ukrainie w rejonie krzemienieckim należącym do obwodu tarnopolskiego.